# Nuppeppo

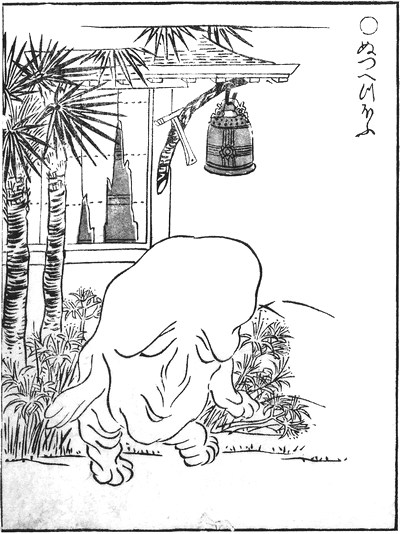
Um nuppeppo ilustrado por Toriyama Sekien.

Um Nuppeppo é um espírito que aparece nos templos em ruinas ou em cemitério durante o entardecer.  Aparentemente ele é um monte de carne podre ambulante. Dizem que se você o comer, adquirá a juventude eterna.